# Svenja Greunke
Svenja Greunke (Langen, 22 luglio 1989) è una cestista tedesca.

## Carriera
Con la Germania ha disputato i Campionati europei del 2011.